# Astragalus meiliensis
Astragalus meiliensis là một loài thực vật có hoa trong họ Đậu. Loài này được C. Chen & Zi G. Qian miêu tả khoa học đầu tiên năm 1997.